# A10 (Letland)
De A10 is een hoofdweg in Letland die Riga verbindt met de stad Ventspils. De weg is een onderdeel van de E22 tussen Wales en Rusland. De A10 begint in Riga en loopt via Jūrmala en Tukums naar Ventspils, aan de Oostzee. De A8 is 76,1 kilometer lang.

## Geschiedenis
In de tijd van de Sovjet-Unie was de A10 onderdeel van de Russische A220. Na de val van de Sovjet-Unie in 1991 en de daaropvolgende onafhankelijkheid van Letland werden de hoofdwegen omgenummerd om een logische nationale nummering te krijgen. De A220 kreeg het nummer A10.
A1 · A2 · A3 · A4 · A5 · A6 · A7 · A8 · A9 · A10 · A11 · A12 · A13 · A14 · A15